# Мацнабердское княжество
Мацнабердское княжество (арм. Մածնաբերդի իշխանություն) — армянское феодальное княжество рода Кюрикянов, существовавшее на западе исторической области Великой Армении Утик в XII—XIII веках.

## История
Основателем княжества был Давид, сын царя Ташир-Дзорагетского царства Кюрике II, который после падения Ташир-Дзорагета обосновался в крепости Мацнаберд (hy). Кюрикяны Мацнаберда находилась в вассальной зависимости от рода Закарянов, правителей центральной Армении и имели политические связи с соседними княжествами Тавуша, Атерка и Нор-Берда а также с грузинским княжеским родом Орбелиани. В первой половине XII века княжество находилась в состоянии борьбы против Гянджинского эмирата.

Давид умер в 1145 году, его преемником стал сын, Кюрике. О правлении Кюрике известно мало. У Кюрике было 5 дочерей и 2 сыновей один из них 12-летний Абас после смерти отца (1170 г.) стал его преемником. В возрасте 17 лет женился на Нане, сестре Закаре Закаряна. Через два года после свадьбы, в возрасте 19 лет, Абас умирает (ок. 1176). Под покровительством Борины, сестры Абаса, его преемником становится незаконнорождённый сын Агсартан (арм. Աղսարթան). Однако такой расклад событий не понравился Давиду, князю Нор-Берда который считал себя прямым потомком Багратидов а Агсартана самозванцем. Давид выдает замуж за Агсартана свою дочь а после, когда обманом захватывает Мацнаберд, изгоняет Агсартана из крепости. Но местное население не признает власть нового правителя и восстанием вынуждает Давида покинуть крепость, а Агсартан снова занимает трон Мацнаберда. Дата смерти Агсартана неизвестна, известно что он ещё при жизни уступил свой трон сыну, Кюрике II. При Кюрике II Мацнаберд возможно на некоторое время захватили монголы. У Кюрике было трое сыновей — Агсартан, Тадиадин и Паhлаван. Трон унаследовал Агсартан II, однако ни о нём, ни о его брате Паhлаване сведений не сохранилось. Известно только что Тадиадин участвовал в составе армянского полка в походе монголов на Багдад и Нфркерт. Последним известным в истории Кюрикидом был сын Тадиадина — Саргис, князь Мацнаберда. О нём сохранились сведения из надписи 1249 года из Ахпатского монастыря.